# Antoine Ansiaux
Jean Joseph Eleonora Antoine Ansiaux, född 1764 i Liège, död 1840 i Paris, var en fransk historie- och porträttmålare. Hans motiv är framtagna ur religiösa historier och verken är många. Han placerar sig bland de främre raderna i den franska skolan på 1800-talet. Han målade även många porträtt av framstående personer, såsom ministrar och generaler under Napoleon I.

### Fotnoter
1. 1 2  RKDartists, RKDartists-ID: 2018, läst: 9 oktober 2017.[källa från Wikidata]
2. 1 2  Jean Joseph Eléonore Antoine Ansiaux, Biografisch Portaal (på nederländska), Biografisch Portaal-nummer: 04789730.[källa från Wikidata]
3. ↑  Le Dictionnaire des peintres belges du XIVe siècle à nos jours, La Renaissance du livre, 1995, ISBN 978-2-8041-2012-2, Dictionnaire des peintres belges-ID: 73, läst: 9 oktober 2017.[källa från Wikidata]
4. 1 2  läs online, archives.paris.fr .[källa från Wikidata]
5. ↑  A. Henry, Le Père Lachaise historique, monumental et biographique, A. Henry, 1852, s. 38.[källa från Wikidata]